# 아양아트센터
아양아트센터는 대구광역시 동구 효목동에 위치한 종합공연장이다. 2004년 5월 4일에 개관했다.